# Merrill Lynch
Merrill Lynch – do 2009 roku amerykański bank inwestycyjny Merrill Lynch & Co., Inc., od przejęcia w latach 2008-2009 część Bank of America dająca nazwę dwóm częściom przedsiębiorstwa: Merrill Lynch Wealth Management oraz części inwestycyjnej Bank of America Merrill Lynch.
Firma miała początek w nowojorskiej firmie Charles E. Merrill & Co, założonej przez Charlesa Merrilla 6 stycznia 1914 roku. W 1915 roku do spółki przystąpił kolega Merrilla, Edmund Lynch.
Przed przejęciem zatrudniała nawet 60 tys. osób (dane za 2007).
Jej upadek i przejęcie było częścią rozpoczętego w 2007 roku kryzysu finansowego wynikającego z obrotu toksycznymi aktywami, zabezpieczonymi kredytami nieruchomości i którego częścią było bankructwo banku Lehman Brothers. Merrill Lynch emitował i rolował obligacje zabezpieczone długiem (CDO), głównie kredytami hipotecznymi, na kwoty wielu miliardów USD.
Do transakcji przejęcia przez Bank of America, początkowo wycenianej na 50 mld dolarów, doszło wczesnym rankiem 15 września 2008 r., na ok. godzinę przed bankructwem Lehman Brothers.